# ライマン・ホスピタリティ・プロパティーズ
ライマン・ホスピタリティ・プロパティーズ（Ryman Hospitality Properties, Inc.）（NYSE: RHP）は、アメリカ合衆国の資産運用会社。エドワード・ゲイロードにより集約されたホテル、リゾート、エンタテイメント、マスメディアを運用する。
以前はオクラホマ州オクラホマシティを基盤とする、ゲイロード一家が所有し『デイリー・オクラホマン』紙を出版しているオクラホマ・パブリッシング・カンパニーの子会社であった。2012年までゲイロード・エンタテイメント・カンパニー、さらにそれ以前はゲイロード・ブロードキャスティング・カンパニーという名であった。2012年10月1日からREITとして操業している。

## 経緯
エドワード・ゲイロードは妻テルマから、アメリカン・ジェネラル・インシュアランスが売りに出していたオープリーランドUSAの地所を購入するよう説得されたことから始まった。ゲイロード夫妻はオープリーランドを獲得し、テレビ局部門を合併してゲイロード・ブロードキャスティングとなった。1990年代初頭、ゲイロード・ブロードキャスティングがニューヨーク証券取引所に上場する際、ゲイロード・エンタテイメント・カンパニーとなった。CEOのE・W・ウエンデル（通称バド）のもとでカントリー・ライフスタイルのビジネスを牽引していった。
1977年11月、オープリーランド・ロッジング・グループが組織され、600室のオープリーランド・ホテル（現：ゲイロード・オープリーランド・リゾート・アンド・コンベンション・センター）が開業した。おーぷリーランドUSAや『グランド・オール・オープリー』の客のレストラン利用に加え、ホテルの初代総支配人のジャック・ヴォーンは当時ナッシュビルで行われていなかった会議場での給仕を行なう方法を考えた。ホテル開業以降ゲイロード・エンタテイメントのオープリーランドUSA部門は平坦ではあったが高い成功をおさめ、1996年には約3千室の拡大を行ない、さらにフロリダ州、テキサス州、ワシントンD.C.にもオープリーランド・ホテルを開業することを発表 した。
1997年、ゲイロードが少数株主となっているナショナル・ホッケー・リーグのナッシュビル・プレデターズとパートナーシップを組み、ナッシュビルのダウンタウンの新たなアリーナの命名権を獲得してゲイロード・エンタテイメント・センター（現：ブリヂストン・アリーナ）と名付けた。20年間8千万ドルで契約したが、2005年に中止になった。しかし2007年まで名称はそのままとなった。ゲイロードはプレデターズの共同所有権も売却した。
1990年代後期から2000年代初頭の新たな経営陣はゲイロード・エンタテイメントは将来的にホスピタリティ部門のみになると考えた。ナッシュビルのグランド・オール・オープリー、ライマン公会堂、ジェネラル・ジャクソン・ショーボート、ワイルドホース・サルーン、WSM (AM)以外のホテル業ではない部門は廃業または売却された。これにより発生したオープリーランド・テーマパークの閉鎖および取り壊しの決定は批判を受けた。
2000年、ホテル部門は「ゲイロード・ホテルズ」と名を変え、高級ブランドに押し上げた。以前告知した3軒のホテルが建てられた。これ以外にサンディエゴ、フェニックス、デンバーの3軒の新設も計画されたが、建てられることはなかった。また別の2軒のホテルの買収を発表されたが、これも破棄された。将来的な展望が発表されてから10年後も同じ経営陣であったが、この展望を破棄し、ホテル業に専念することはできなかったと語った。
2012年春、ゲイロード・ホテルズのブランドをマリオット・インターナショナルに売却し、か つてケーブル・ネットワーク、テーマ・パーク、テレビ局、ラジオ局、レストラン、巨大小売チェーン、新聞社、スポーツ・チーム、インターネット・ポータル、レコード会社、映画・テレビ・アニメ・スタジオを所有していたメディア複合企業から脱却してシンプルに不動産保有企業となった。この売却の結果、ゲイロードという名の使用権を失い、ライマン・ホスピタリティ・プロパティーズと改名した。
1990年代、ゲイロード・エンタテイメントはヴァンダービルト大学に続きテネシー州2番目に最大の民間雇用主となり、2015年現在ライマン・ホスピタリティには100名弱の正規雇用者がいる。

## 不動産保有企業への変遷
2012年5月、マリオット・インターナショナルはゲイロード・ホテルズ部門、およびゲイロードのホテル4軒、ジェネラル・ジャクソン・ショーボート、ワイルドホース・サルーン、ゲイロード・スプリングス・ゴルフ・リンクスの経営権の現金2億1千万ドルでの買収に合意した。10月、取引がまとまり、ゲイロード・エンタテイメントからライマン・ホスピタリティ・プロパティーズに改名した。会長でCEOのコリン・リードによると、ライマンは当分アイコン的資産のグランド・オール・オープリー、ライマン公会堂、WSMラジオの操業および経営を続けることになった。これにより300名以上の従業員が失職した。取締役会の期限により買収が進み、非友好的買収となった。
2008年初頭、テキサス州の億万長者でTRTホールディングス所有者のロバート・ロウリングはゲイロードの株14%を買収した。同年後期、ロウリングは持ち株を30%に増やしたかったが、ゲイロードにとって利益にならないだけでなく、ゲイロードが会議場部門でライバルであるオムニ・ホテルをTRTが所有していることもあり、これを拒否した。2012年8月7日、マリオットの計画のため、ロウリング所有の約半額となる1億8,500万ドルを支払い、彼の残りのうち560万ドルを手放すことを依頼した。ロウリングはマリオットの買収に対し「まるで手術なしのダイエットだ。ゲイロードが現状を修復し、長期間のマリオットとの契約による有償の負荷により、ゲイロード・プロパティーズの価値を永遠に損なうことなく持続することを望む」と語った。2013年9月、ナッシュビルのダウンタウンにあるミュージック・シティ・センター隣にナッシュビル初のオムニ・ホテルが開業した。

## 資産
ライマン・ホスピタリティ・プロパティーズが所有および操業する施設を以下に示す:
- グランド・オール・オープリー
- ライマン公会堂
- WSMラジオ局

ライマン・ホスピタリティ・プロパティーズが所有するが、マリオット・インターナショナルが経営している施設を以下に示す:
- ゲイロード・ホテルズ
  - ゲイロード・オープリーランド・リゾート・アンド・コンベンション・センター、テネシー州ナッシュビル
  - ゲイロード・パームス・リゾート・アンド・コンベンション・センター、フロリダ州オーランド近郊
  - ゲイロード・テキサン・リゾート・ホテル・アンド・コンベンション・センター、テキサス州グレープヴァイン、ダラス/フォート・ワース・エリア
  - ゲイロード・ナショナル・リゾート・アンド・コンベンション・センター、メリーランド州ナショナル・ハーバー
- ゲイロード・スプリングス・ゴルフ・リンクス
- ジェネラル・ジャクソン・ショーボート
- イン・アット・オープリーランド
- ワイルドホース・サルーン

以前所有していた施設を以下に示す:
- オープリーランドUSA
- フィエスタ・テキサス・テーマ・パーク（少数株主）
- WKYラジオ、オクラホマシティ
- リゾートクエスト・インターナショナル
- バス・プロ・ショップス・アウトドア・ワールド（少数株主）
- エイカフ＝ローズ・ミュージック
- グランド・オール・オープリー・ツアーズ
- オープリーランド・リバー・タクシーズ
- オープリーランド・プロダクションズ
- オープリーランド・シアトリカルズ
- コーポレート・マジック
- ナッシュビル・ネットワーク
- CMT
- CMTヨーロッパ
- ナッシュビル・プレデターズ（少数株主）
- オープリー・ミルズ（少数株主）
- ワード・エンタテイメント
- ゲイロード・フィルムズ
- Zミュージック・テレビジョン (クリスチャン・ミュージック・ビデオ・チャンネル)
- アドベンチャーズ・オブ・ザ・ギャラクシー・レンジャーズ
- musicforce.com
- lightsource.com
- ゲイロード・デジタル

1999年、ゲイロード・エンタテイメントはナッシュビル・プレデターズの本拠地となる大規模なアリーナの命名権を購入した。この契約は2005年で終了したが、2007年3月16日まで名称はゲイロード・エンタテイメント・センターのままであった。この施設は現在ブリヂストン・アリーナとなっている。
ゲイロード・エンタテイメントは長寿コメディ・バラエティ番組『Hee Haw』のプロデュースも行ない、テレビ局やシンジケーションに分配した。

## 放送施設
ライマン・ホスピタリティが現在所有する放送施設はナッシュビルにあるカントリー・ミュージックの5万ワットのラジオ局WSM（650AM）のみである。1983年、オクラホマ・パブリッシングはグランド・オール・オープリーの買収の一環としてWSMも買収して業務提携した。
オクラホマ・パブリッシングの子会社だったライマンはいくつかのテレビ局やラジオ局を所有していた。放送子会社は1975年にゲイロード・ブロードキャスティング・カンパニーとなるまでオクラホマシティのキー局から名付けられたWKYテレビジョン・システムという名であった。ライマンの前身が所有していた局を以下に示す。
アルファベット順で、州、市町村の順で記す。
特記: ** はオクラホマ・パブリッシング/ゲイロード・ブロードキャスティングにより創立または契約した局を示す。

### ラジオ
| AM局 | FM局 |